# HTC One X
Le HTC One X est un smartphone haut de gamme conçu et fabriqué par HTC, sorti le 2 avril 2012. Il fonctionne sous le système d'exploitation Android 4.0.3 avec comme interface graphique HTC Sense 4.0. Il fait partie de la gamme One de HTC dont il est le modèle haut de gamme. Chronologiquement, il était le premier téléphone HTC avec un processeur quatre cœurs et cela fait de lui le téléphone le plus rapide de HTC à sa sortie,.
Une version améliorée, équipée d'un processus plus puissant et baptisée X+, voit le jour en octobre 2012.